# Saison 3 de The Witcher
Chronologie
Saison 2 Saison 4
Cet article présente la troisième saison de la série télévisée américaine The Witcher.

## Synopsis de la saison
Situé dans un monde médiéval sur une masse terrestre connue sous le nom de « continent », The Witcher suit la légende de Geralt de Riv et de la princesse Ciri, qui sont liés par le destin l'un à l'autre.

## Distribution

### Acteurs principaux
- Henry Cavill (VF : Adrien Antoine) : Geralt de Riv
- Anya Chalotra (VF : Léopoldine Serre) : Yennefer de Vengerberg
- Freya Allan (VF : Clara Quilichini) : Cirilla « Ciri » Fiona Elen Riannon
- Joey Batey (VF : Martin Faliu) : Jaskier
- Eamon Farren (en) (VF : Marc Arnaud) : Cahir Mawr Dyffryn aep Ceallach, guerrier de Nilfgaard
- Anna Shaffer (VF : Youna Noiret) : Triss Merigold, magicienne conseillère du Roi de Témérie
- Mimi Ndiweni (VF : Aurélie Konaté) : Fringilla Vigo, élève d'Aretuza puis conseillère de Nilfgaard
- Royce Pierreson (VF : Eilias Changuel) : Istredd, magicien érudit
- Wilson Radjou-Pujalte (VF : Kamel Isker) : Dara, elfe
- Mahesh Jadu (en) (VF : Nessym Guetat) : Vilgefortz de Roggeveen, magicien d'Aretuza
- Tom Canton (VF : Pierre Tessier) : Filavandrel, elfe et mari de Francesa
- Mecia Simson (VF : Audrey Sourdive) : Francesca Findabair, leader des elfes
- Graham McTavish (VF : Michel Dodane) : Sigismund Dijkstra, conseiller du Roi de Rédanie
- Hugh Skinner (VF : Yoann Sover) : Radovid, prince puis Roi de Rédanie
- Cassie Clare (VF : Déborah Claude) : Philippa Eilhart, magicienne et conseillère du Roi de Rédanie
- Bart Edwards (en) (VF : Guillaume Lebon) : Duny / Emhyr var Emreis, Roi de Nilfgaard (saison 3, invité saisons 1 et 2)

### Acteurs récurrents
- Lars Mikkelsen (VF : Franck Capillery) : Stregobor, membre de la confrérie des Sorciers d'Aretuza
- Therica Wilson-Read (VF : Aude Saintier) : Sabrina Glevissig, apprentie puis magicienne à Aretuza
- Terence Maynard (VF : Jean Paul Pitolin) : Artorius Vigo, membre de la confrérie des Sorciers d'Aretuza
- Ed Birch (VF : Benjamin Gasquet) : le roi Vizimir de Rédanie

### Invités
- Beau Holland : Vespula (épisode 1 et 3)
- Robbie Amell (VF : Anatole de Bodinat) : Gallatin, elfe rebelle (épisode 1,2 et 3)
- Tracy-Ann Oberman: Reine Edwige de Rédanie (épisode 1 et 2)
- Cal Watson : Eva, amant et homme de main de Philippa (épisode 2,3,4 et 8)
- Safiyya Ingar : Keira Metz, sorcière de Témérie qui rejoint la confrérie (épisode 2,5,6 et 8)
- Meng'er Zhang : Milva, une archer hautement qualifié et l'un des seuls habitants non dryades de la forêt de Brokilon. (épisode 7 et 8)

## Liste des épisodes
1. Shaerrawedd (Shaerrawedd)
2. Séparation (Unbound)
3. Retrouvailles (Reunion)
4. L'invitation (The invitation)
5. L'art de l'illusion (The art of illusion)[1]
6. Stratégie et riposte (Everybody Has a Plan 'til They Get Punched in the Face)
7. De mal en pis (Out of the Fire, Into the Frying Pan)
8. Le prix du chaos (The Cost of Chaos)

## Correspondance avec les livres
La troisième saison se base sur l'histoire du livre Le Temps du mépris.